# Crinitzleithen
Crinitzleithen ist eine Ortslage von Auerbach/Vogtl. im sächsischen Vogtland.
Die Häusergruppe ist mindestens seit 1750 bekannt zu und war dem Rittergut Auerbach (untern Teils) zugehörig. Die Namensformen des Ortes (auch in Verbindung zu Mühlgrün) sind Mühlgrün und Grimlithleith (1750), Crienitzleuthen (1764), Crinsleuth, Crinitzleuth (1768), Crinitzleithe (1792), Krinitzleuth, Crinitzleuth und Crinisleuth (1818) sowie Crinitzleithen (1875). 1764 lebten in Crinitzleithen 5 besessene Mann, 1834 waren es 75 Einwohner, 1871 66 und 1890 schließlich 61 Bewohner.
Crinitzeithen war ein Ortsteil von Mühlgrün und wurde gemeinsam mit diesem 1912 nach Auerbach/Vogtl. eingemeindet. Die Ortsnamensendung -leithe deutet auf die Hanglage der Ortslage hin, denn -leithe steht für einen Hang. Nördlich des Ortes fließt der Goldbach.

## Belege
1. ↑  Crinitzleithen – HOV | ISGV. Abgerufen am 29. Januar 2023.